# Cseglény
Cseglény (horvátul: Čaglin) falu és község Horvátországban, Pozsega-Szlavónia megyében. 

## Fekvése
Pozsegától légvonalban 24, közúton 33 km-re keletre, a Pozsegai-medence keleti végében, a Dilj-hegység északi lejtői alatt, a Longya jobb oldali mellékvize a Kranja-patak mellett fekszik. 

## A község települései
A községhez Cseglény, Darkovac, Djedina Rijeka, Dobra Voda, Dobrogostya (Dobrogošće), Draganlug,  Doboka (Duboka), Imrepaka (Imrijevci), Ivanovci, Jasik, Jezero, Györkvölgy (Jurkovac), Kneževac, Latinovac, Migalóc (Migalovci), Milanlug, Mokreš, Nova Lipovica, Újleszkovica (Nova Ljeskovica), Novi Zdenkovac, Paka, Hrussóvölgy (Ruševo), Szapnó (Sapna), Sibokovac, Sovski Dol, Óleszkovica (Stara Ljeskovica), Stari Zdenkovac, Stojčinovac, Nagybilács (Veliki Bilač), Vlatkovac és Vukojevica települések tartoznak.

## Története
A régészeti leletek tanúsága szerint Cseglény területe már az őskorban lakott volt. A „Krčevina-Staro” lelőhelyen a település határában az újkőkorban virágzott, a starčevói kulturához tartozó település maradványait, házak alapjait, kenyérsütő kemencéket, cserép használati tárgyak töredékeit, kőeszközöket, kőszekercét, vésőt találtak. A „Krčevine - Brdo” lelőhelyen a lasinjai kultúrához tartozó kőrézkori település, valamint két bronzkori, a vonaldíszes kerámiák népéhez és a pannóniai berakásos kerámiák népéhez tartozó település maradványa is előkerült.
Cseglény első említése „Cheglyn” alakban 1250-ben történt IV. Béla királynak abban az oklevelében, melyben megerősíti a Velikei és Békeffy családok ősét, Ábrahám fia Ivánkát négy Pozsega megyei birtok, köztük Velike tulajdonában. A dokumentumban a gradistyei várföldek („terre castri de Gradista”) és a leszkovicai („Lisnoanoga”) birtok határának leírásában tűnik fel a neve. Ebben a dokumentumban bukkan fel először a Longya („ad Lubszam”) folyó neve is. 1435-ben már mezővárosként említik „Oppidum Cheglin” néven. Ekkor két nemesi kúria állt itt több épülettel, 44 jobbágytelekkel, szláv lakosokkal. 1453-ban „Poss. Cheglen”, 1470-ben „Poss. Cheglen” néven említik a korabeli források.   A velikei uradalom részeként Békeffy család volt a település ura, míg a Cseglénytől keletre fekvő erdők és falvak a gróf Cseszneky család tulajdonában voltak. A továbbiakban Velike várának sorsában osztozott. A középkori Cseglény nem a mai helyen, hanem attól délre, a Longya partján feküdt, itt említik középkori Szent János templomának romjait is. 
A települést 1532 körül foglalta el a török és több, mint 150 évig török uralom alatt volt. A térség 1687-ben szabadult fel a török uralom alól. 1746-ban 14, 1760-ban 37, 1780-ban 39 ház állt a településen. A horvát katolikus lakosság egy része a török uralmat is túlélte. A hívek a hrussóvölgyi plébánia alapításáig a mindszenti plébániához tartoztak. A falu a Longya mellől a Bektežre menő út, illetve a későbbi vasútvonal mellé települt át. Az első katonai felmérés térképén „Dorf Csaglin” néven található. Lipszky János 1808-ban Budán kiadott repertóriumában „Csaglin” néven szerepel.  Nagy Lajos 1829-ben kiadott művében „Chaglin” néven 37 házzal, 311 katolikus vallású lakossal találjuk. 
1857-ben 202, 1910-ben 511 lakosa volt. Az 1910-es népszámlálás szerint lakosságának 60%-- horvát, 26%-a szlovák, 13%-a magyar anyanyelvű volt. Pozsega vármegye Pozsegai járásának része volt. Az I. világháború után 1918-ban az új szerb-horvát-szlovén állam, majd később (1929-ben) Jugoszlávia része lett. 1991-től a független Horvátországhoz tartozik. 1991-ben lakosságának 85%-a horvát, 6%-a szerb nemzetiségű volt. 2011-ben a községnek 2723, a településnek 2011-ben 591 lakosa volt. A településen négy bolt, benzinkút, gyógyszertár, állatorvosi rendelő, három vendéglő működik és az állami erdészetnek is van itt irodája.

## Lakossága
| Lakosság változása | Lakosság változása | Lakosság változása | Lakosság változása | Lakosság változása | Lakosság változása | Lakosság változása | Lakosság változása | Lakosság változása | Lakosság változása | Lakosság változása | Lakosság változása | Lakosság változása | Lakosság változása | Lakosság változása | Lakosság változása |
| ------------------ | ------------------ | ------------------ | ------------------ | ------------------ | ------------------ | ------------------ | ------------------ | ------------------ | ------------------ | ------------------ | ------------------ | ------------------ | ------------------ | ------------------ | ------------------ |
| 1857               | 1869               | 1880               | 1890               | 1900               | 1910               | 1921               | 1931               | 1948               | 1953               | 1961               | 1971               | 1981               | 1991               | 2001               | 2011               |
| 202                | 200                | 160                | 215                | 347                | 511                | 548                | 628                | 580                | 631                | 680                | 727                | 677                | 717                | 677                | 591                |

Nemzetiségi összetétele 2001-ben:
- Horvát - 2.782 (82,16)
- Szerb - 378 (11,16)
- Macedón - 16 (0,47)
- Magyar - 11 (0,32)
- Szlovák - 7 (0,21)
- Bosnyák - 4
- Cseh - 4
- Szlovén - 3
- Német - 2
- Cigány - 2
- Albán - 1
- Ruszin - 1
- Ukrán - 1
- egyéb - 18 (0,53)
- bizonytalan - 83 (2,45)
- ismeretlen - 73 (2,16)

## Nevezetességei
Gonzaga Szent Alajos tiszteletére szentelt római katolikus plébániatemploma 1765-ben épült, 1943-ban bővítették. 1945-ben plébániatemplom lett. Ebben az évben készültek el tornyai, sekrestyével bővítették és új oltárépítményt is kapott. 2000-ben újból bővítették, mely során alaprajza megváltozott. 

## Oktatás
A településen Stjepan Radić nevét viselő elemi iskola működik. Az első iskolaépületet 1923-ban építették. Az iskola mai épülete 1964 és 1972 között épült.

## Sport
AZ NK „Omladinac” labdarúgóklubot 1979-ben alapították. A megyei első ligában szerepel.